# Estación Díaz
Estación Díaz är en ort i Mexiko.   Den ligger i kommunen Camargo och delstaten Chihuahua, i den centrala delen av landet, 1 100 km nordväst om huvudstaden Mexico City. Estación Díaz ligger 1 296 meter över havet och antalet invånare är 173.
Terrängen runt Estación Díaz är platt. Runt Estación Díaz är det mycket glesbefolkat, med 3 invånare per kvadratkilometer. Närmaste större samhälle är Torreoncitos, 18,1 km sydost om Estación Díaz. Omgivningarna runt Estación Díaz är i huvudsak ett öppet busklandskap.